# Medaller dels Jocs Olímpics d'estiu de 1920
El medaller dels Jocs Olímpics d'Anvers de 1920 presenta totes les medalles lliurades als esportistes guanyadors de les proves disputades en aquest esdeveniment, realitzat entre el 20 d'abril i el 14 de setembre de 1920 a la ciutat d'Anvers (Bèlgica).
Les medalles apareixen agrupades pels Comitès Olímpics Nacionals participants i s'ordenen de forma decreixent contant les medalles d'or obtingudes; en cas d'haver empat, s'ordena d'igual forma contant les medalles de plata i, en cas de mantenir-se la igualtat, es conten les medalles de bronze. Si dos equips tenen la mateixa quantitat de medalles d'or, plata i bronze, es llisten en la mateixa posició i s'ordenen alfabèticament.

## Medaller
| Jocs Olímpics d'estiu de 1920 | Jocs Olímpics d'estiu de 1920 | Jocs Olímpics d'estiu de 1920 | Jocs Olímpics d'estiu de 1920 | Jocs Olímpics d'estiu de 1920 | Anells Olímpics |
| Posició                       | País                          | Or                            | Plata                         | Bronze                        | Total           |
| 1                             | Estats Units                  | 41                            | 27                            | 27                            | 95              |
| 2                             | Suècia                        | 19                            | 20                            | 25                            | 64              |
| 3                             | Regne Unit                    | 15                            | 15                            | 13                            | 43              |
| 4                             | Finlàndia                     | 15                            | 10                            | 9                             | 34              |
| 5                             | Bèlgica                       | 14                            | 11                            | 11                            | 36              |
| 6                             | Noruega                       | 13                            | 9                             | 9                             | 31              |
| 7                             | Itàlia                        | 13                            | 5                             | 5                             | 23              |
| 8                             | França                        | 9                             | 19                            | 13                            | 41              |
| 9                             | Països Baixos                 | 4                             | 2                             | 5                             | 11              |
| 10                            | Dinamarca                     | 3                             | 9                             | 1                             | 13              |
| 11                            | Sud-àfrica                    | 3                             | 4                             | 3                             | 10              |
| 12                            | Canadà                        | 3                             | 3                             | 3                             | 9               |
| 13                            | Suïssa                        | 2                             | 2                             | 7                             | 11              |
| 14                            | Estònia                       | 1                             | 2                             | 0                             | 3               |
| 15                            | Brasil                        | 1                             | 1                             | 1                             | 3               |
| 16                            | Austràlia                     | 0                             | 2                             | 1                             | 3               |
| 17                            | Japó                          | 0                             | 2                             | 0                             | 2               |
| 17                            | Espanya                       | 0                             | 2                             | 0                             | 2               |
| 19                            | Grècia                        | 0                             | 1                             | 0                             | 1               |
| 19                            | Luxemburg                     | 0                             | 1                             | 0                             | 1               |
| 21                            | Txecoslovàquia                | 0                             | 0                             | 2                             | 2               |
| 22                            | Nova Zelanda                  | 0                             | 0                             | 1                             | 1               |
| Total                         | Total                         | 156                           | 147                           | 136                           | 439             |